# Frederic Masriera i Manovens
Frederic Masriera i Manovens (Barcelona 15 d'abril de 1846 - Barcelona, 12 de desembre de 1932) fou un fonedor i orfebre català.

## Biografia
Va néixer al carrer Vigatans, 3 de Barcelona. Fill de Josep Masriera i Vidal natural de Sant Andreu de Llavaneres i d'Eulàlia Manovens i Roldós de Barcelona. Germà dels pintors Francesc i Josep Masriera, va fundar -associat amb el seu nebot Antoni Campins- la foneria artística Masriera i Campins, la qual va fondre, pel procediment de la cera perduda des de petites peces decoratives a la majoria de bronzes dels més acreditats escultors de l'època. Adquirí, però, un gran prestigi en la fosa de grans estàtues destinades a la major part dels monuments erigits a nombroses ciutats espanyoles i americanes.
Va ser pare del violinista i compositor Rossend Masriera i Vila. Va tenir altres dos fills: Víctor i Frederic.